# Xinqing (ort)
Xinqing (kinesiska: 新青) är en ort i Kina. Den ligger i provinsen Heilongjiang, i den nordöstra delen av landet, omkring 360 kilometer nordost om provinshuvudstaden Harbin.
Runt Xinqing är det ganska glesbefolkat, med 40 invånare per kvadratkilometer. Xinqing är det största samhället i trakten. Runt Xinqing är det i huvudsak tätbebyggt.
Genomsnittlig årsnederbörd är 1 007 millimeter. Den regnigaste månaden är juli, med i genomsnitt 254 mm nederbörd, och den torraste är januari, med 11 mm nederbörd.